# Raphael Veiga
Raphael Cavalcante Veiga (San Paolo, 19 giugno 1995) è un calciatore brasiliano, centrocampista del Palmeiras e della nazionale brasiliana.

## Caratteristiche tecniche
È un esterno sinistro, che può anche giocare da trequartista. Fa delle sue caratteristiche principali un grande connubio di preponderanza fisica e raffinatezza tecnica.
Abile nel calciare punizioni, rigori e corner è anche colui che gestisce le manovre offensive del Palmeiras.

## Carriera

### Club
Cresciuto nelle giovanili del Coritiba, ha esordito il 23 luglio 2016 in un match vinto 1-0 contro il Santa Cruz.

### Nazionale
Il 3 marzo 2023 viene convocato per la prima volta dalla nazionale maggiore, con cui esordisce 22 giorni dopo nell'amichevole persa 2-1 contro il Marocco.

## Statistiche

### Presenze e reti nei club
Statistiche aggiornate al 20 luglio 2022.
| Stagione         | Squadra          | Campionato       | Campionato | Campionato | Coppe nazionali | Coppe nazionali | Coppe nazionali | Coppe continentali | Coppe continentali | Coppe continentali | Altre coppe | Altre coppe | Altre coppe | Totale | Totale | Totale |
| Stagione         | Squadra          | Comp             | Pres       | Reti       | Comp            | Pres            | Reti            | Comp               | Pres               | Reti               | Comp        | Pres        | Reti        | Pres   | Reti   |        |
| ---------------- | ---------------- | ---------------- | ---------- | ---------- | --------------- | --------------- | --------------- | ------------------ | ------------------ | ------------------ | ----------- | ----------- | ----------- | ------ | ------ | ------ |
| 2016             | Coritiba         | A+A1/PR          | 19+0       | 3+0        | CB              | 1               | 0               | CS                 | 3                  | 0                  | PL          | 1           | 0           | 24     | 3      |        |
| 2017             | Palmeiras        | A+A1/SP          | 11+7       | 0+1        | CB              | 1               | 0               | CL                 | 1                  | 0                  | -           | -           | -           | 20     | 1      |        |
| 2018             | Athl. Paranaense | A                | 31         | 7          | CB              | 7               | 0               | CS                 | 10                 | 2                  | -           | -           | -           | 48     | 9      |        |
| 2019             | Palmeiras        | A+A1/SP          | 19+4       | 3+1        | CB              | 1               | 0               | CL                 | 6                  | 1                  | -           | -           | -           | 30     | 5      |        |
| 2020             | Palmeiras        | A+A1/SP          | 26+9       | 11+1       | CB              | 8               | 4               | CL                 | 10                 | 2                  | Cmc         | 2           | 0           | 55     | 18     |        |
| 2021             | Palmeiras        | A+A1/SP          | 31+4       | 10+0       | CB              | 2               | 0               | CL                 | 12                 | 5                  | SB+RS+Cmc   | 1+2+2       | 2+1+2       | 54     | 20     |        |
| 2022             | Palmeiras        | A+A1/SP          | 12+13      | 1+7        | CB              | 3               | 2               | CL                 | 6                  | 6                  | RS          | 2           | 1           | 36     | 17     |        |
| Totale Palmeiras | Totale Palmeiras | Totale Palmeiras | 99+37      | 25+10      |                 | 15              | 6               |                    | 35                 | 14                 |             | 9           | 6           | 195    | 61     |        |
| Totale carriera  | Totale carriera  | Totale carriera  | 186        | 45         |                 | 23              | 6               |                    | 48                 | 16                 |             | 10          | 6           | 267    | 73     |        |

### Cronologia presenze e reti in nazionale
| Cronologia completa delle presenze e delle reti in nazionale ― Brasile | Cronologia completa delle presenze e delle reti in nazionale ― Brasile | Cronologia completa delle presenze e delle reti in nazionale ― Brasile | Cronologia completa delle presenze e delle reti in nazionale ― Brasile | Cronologia completa delle presenze e delle reti in nazionale ― Brasile | Cronologia completa delle presenze e delle reti in nazionale ― Brasile | Cronologia completa delle presenze e delle reti in nazionale ― Brasile | Cronologia completa delle presenze e delle reti in nazionale ― Brasile |
| Data                                                                   | Città                                                                  | In casa                                                                | Risultato                                                              | Ospiti                                                                 | Competizione                                                           | Reti                                                                   | Note                                                                   |
| ---------------------------------------------------------------------- | ---------------------------------------------------------------------- | ---------------------------------------------------------------------- | ---------------------------------------------------------------------- | ---------------------------------------------------------------------- | ---------------------------------------------------------------------- | ---------------------------------------------------------------------- | ---------------------------------------------------------------------- |
| 25-3-2023                                                              | Marrakech                                                              | Marocco                                                                | 2 – 1                                                                  | Brasile                                                                | Amichevole                                                             | -                                                                      | 65’                                                                    |
| 17-6-2023                                                              | Cornellà de Llobregat                                                  | Brasile                                                                | 4 – 1                                                                  | Guinea                                                                 | Amichevole                                                             | -                                                                      | 65’                                                                    |
| 20-6-2023                                                              | Lisbona                                                                | Brasile                                                                | 2 – 4                                                                  | Senegal                                                                | Amichevole                                                             | -                                                                      | 67’                                                                    |
| 12-9-2023                                                              | Lima                                                                   | Perù                                                                   | 0 – 1                                                                  | Brasile                                                                | Qual. Mondiali 2026                                                    | -                                                                      | 90+3’                                                                  |
| 17-10-2023                                                             | Montevideo                                                             | Uruguay                                                                | 2 – 0                                                                  | Brasile                                                                | Qual. Mondiali 2026                                                    | -                                                                      | 84’                                                                    |
| 21-11-2023                                                             | Rio de Janeiro                                                         | Brasile                                                                | 0 – 1                                                                  | Argentina                                                              | Qual. Mondiali 2026                                                    | -                                                                      | 78’                                                                    |
| Totale                                                                 |                                                                        | Presenze                                                               | 6                                                                      |                                                                        | Reti                                                                   | 0                                                                      |                                                                        |

## Palmarès

### Club

#### Competizioni statali
- Campionato paulista: 4

Palmeiras: 2020, 2022, 2023, 2024

#### Competizioni nazionali
- Coppa del Brasile: 1

Palmeiras: 2020
- Campionato brasiliano: 2

Palmeiras: 2022, 2023
- Supercoppa del Brasile: 1

Palmeiras: 2023

#### Competizioni internazionali
- Coppa Sudamericana: 1

Atlético Paranaense: 2018
- Coppa Libertadores: 2

Palmeiras: 2020, 2021
- Recopa Sudamericana: 1

Palmeiras: 2022

### Individuale
- Capocannoniere della Coppa del mondo per club FIFA: 1

2021 (2 gol, a pari merito con Diaby, Ibrahim e Lukaku)